# نبرد موره
نبرد موره (انگلیسی: Battle of Muret) نبردی است که در ۱۲۱۳ در نزدیکی موره در فرانسه امروزی میان صلیبیون به رهبری سیمون دو مونتفورت و نیروهای متحد کنت‌نشین تولوز و تاج آراگون به رهبری پدروی دوم و ریموند ششم، کنت تولوز به وقوع پیوست که با پیروزی صلیبیون همراه بود. همچنین این نبرد یکی از برجسته‌ترین جنگ‌های صف‌آرایی شده (Pitched battle) در قرون وسطی و آخرین نبرد بزرگ طی جنگ صلیبی کاتاری که منتهی به فتح تولوز توسط صلیبیون و کشته‌شدن پدروی دوم، پادشاه آراگون شد.

## جنگ صلیبی کاتاری

### پیش‌زمینه
در میانه سال ۱۰۲۲ و ۱۱۶۳، هشت شورای کلیسای محلی کاتارها را محکوم کردند که آخرین آنها در تور برگزار شد که طی آن اعلام شد که آلبیگایی‌ها باید به زندان افتاده و اموال آنها مصادره شود. سومین شورای لاتران که در سال ۱۱۷۹ برگزار شد، این محکومیت را تأیید و تکرار کرد. تلاش‌های دیپلماتیک اینوسنت سوم برای عقب‌راندن کاتاریسم با موفقیت کمی روبه‌رو شد. پس از قتل نمایندهٔ تام‌الاختیار پاپ، پیر دو کاستلنو، ظن اینوسنت به ریمون ششم، کنت تولوز، پاپ جنگ صلیبی جدیدی علیه کاتارها اعلام کرد. وی زمین‌های کاتارهای بدعت‌گذار را به اشراف فرانسوی که در این جنگ صلیبی شرکت کنند، پیشنهاد کرد.
با آغاز حرکت صلیبیون به سمت جنوب و فتح بزیه و کارکاسون، سیمون مونتفورت، از اشراف برجسته فرانسوی، پس از تصرف کارکاسون به‌عنوان فرمانده صلیبیون انتخاب شد و کنترل نواحی همجون کارکاسون آلبی و بزیه به وی داده شد. پس از سقوط کارکاسون دیگر شهرا بدون جنگ تسلیم صلیبیون شدند. آلبی، کاستلنوداری، کستر، فانژو، لیموکس، لومبرز و مونتریال به‌سرعت طی پاییز سقوط کردند.

### دخالت پدروی دوم
برای مقابله با صلیبیون، کاتارها رو به پدروی دوم آراگون آوردند و از وی درخواست کمک کردند. پدروی دوم در سال ۱۲۰۴ توسط اینوسنت سوم به‌عنوان پادشاه تاج‌گذاری کرد. وی با موروها در اسپانیا جنگیده بود، و در نبرد لاس ناواس دتلوسا شرکت کرده بود. با این حال خواهرش النور با ریمون چهارم ازدواج کرده بود که امر اتحاد میان آنها تضمین کرده بود. پدرو با استفاده از پیروزی‌هایش در جنوب علیه مورها، همچنین اعزام‌کردن نمایندگانی به رم، درصدد بود تا پاپ متقاعد سازد که جنگ صلیبی را متوقف کند. اینوسنت به پدرو اعتماد داشت و امیدوار بود جنگ صلیبی کاتاری را به زودی به پایان برساند تا جنگ صلیبی جدیدی در اراضی مقدس آغاز کند. از آنجایی که کاتارها شکست‌های زیادی را متحمل شده بودند و حذف اسقف‌هایی که نسبت به بدعت‌گذاران بسیار آسان‌گیر بودند، وی معتقد بود که زمان صلح در لانگداک فرارسیده است. در ۱۵ ژانویه ۱۲۱۳، اینوسنت نامه‌ای به نماینده‌اش و اسقف تازه منصوب‌شده ناربون، ارنو امالریک، و سیمون مونتفورت نامه نوشت. وی سیمون را برای حملاتش به مسیحیان سرزنش کرد و دستور داد سرزمین‌هایی که تصرف کرده بود بازگرداند. همچنین، اینوسنت تمامی امتیازهای صلیبیون را لغو کرد و به سیمون دستور داد که او و نمایندگانش شورایی را برپا و به صحبت‌ها و نظرات پدرو گوش دهند و نتیجه را به وی گزارش دهند. پدرو با این استدلال که ریمون تولوز آماده توبه است، از شورا درخواست کرد تا زمین‌های ریمون را به وی بازگرداند. اگر این شرایط از نظر شورا قابل قبول نیست، قلمرو ریمون را به پسرش واگذار کنند و خود اون نیز به جنگ صلیبی در شرق عازم شود. شورا نظرات و توصیه‌های پدرو رو رد و از تبرئه و عفو ریمون امتناع کرد و اصرار داشت که اراضی پدرو معتقد است به کنت تولوز بازگردانده شوند، هنوز تحت تأثیر کاتاریسم است.

## نبرد

نقشه نبرد موره

پدرو با تصمیم شورا مخالفت کرد و از آنجایی که نگران قدرت رو به فزونی سیمون مونتفورت بود، تصمیم گرفت به کمک ریمون برود. تاج آراگون، تحت رهبری پدروی دوم با کنت‌نشین تولوز دیگر مخالفان سیمون متحد شد. پس از شنیدن اخبار شورا و درخواست سیمون از پاپ برای تکفیر پدرو و آغاز مجدد جنگ صلیبی، پاپ مضطرب و آشفته شد. وی در ۲۱ مه طی نامه‌ای به پدرو، او را دادن اطلاعات اشتباه به وی سرزنش کرد و به پادشاه آراگون هشدار داد که در مقابل صلیبیون قرار نگیرد. و در نهایت پاپ، پدرو را با تکفیر تهدید کرد. نیروهای ائتلاف پدرو با نیروهای سیمون در ۱۲ سپتامبر در نبرد موره درگیر شد. تعداد نیروهای صلیبی بیشتر از نیروهای ائتلاف بود. پدرو و سیمون، هردو نیروهای خود را در سه ردیف سازماندهی کردند. اولین خطوط صلیبیون عقب رانده شد اما سیمون توانست حمله‌ای از جناحین به سواره نظام نیروهای ائتلاف ترتیب دهد. در این حین پدرو به زمین‌خورد و کشته شد. نیروهای ائتلاف با شنیدن خبر مرگ پدرو با سردرگمی عقب‌نشینی کردند. عقب‌نشینی نیروهای ائتلاف این فرصت را به سیمون داد که بخش‌های شمالی تولوز را فتح کند.

## پیامد
این حادثه ضربه‌ای سنگینی به مقاومت بود، و در سال ۱۲۱۴ شرایط حتی بدتر و وخیم‌تر شد. در حالی که صلیبیون در حال پیشروی بودند، ریمون و پسرش (ریمون هفتم) مجبور شدند به انگلستان فرار کنند. در نوامبر، سیمون مونتفورت وارد شهر پریگورد شد و به راحتی قلعه‌های دوم و قلعه مونفورت را فتح کرد؛ وی همچنین کاستلنو را اشغال کرد و استحکامات بیناک را تخریب کرد. در سال ۱۲۱۵ کاستلنو بار دیگر توسط سیمون تصرف شد، و صلیبیون وارد تولوز شدند. بدین ترتیب تولوز سقوط کرد و مجبور به پرداخت ۳۰ هزار مارک به‌عنوان غرامت شد. تولوز نیز به سیمون مونتفورت اهدا شد. چهارمین شورای لاتران در سال ۱۲۱۵ نیز با اعلان رسمی، کنترل صلیبیون بر منطقه را رسماً تأیید کرد. این شورا همچنین اعلام کرد که سرزمین‌های ریمون ششم که توسط صلیبیون تصرف شده بود، تحت کنترل سیمون مونتفورت و سرزمین‌هایی که فتح نشده بودند، تا زمان رسیدن ریمون هفتم به سن قانونی تحت کنترل و حفاظت کلیسا قرار می‌گرفت. در نهایت شورا مسیحیان را برای جنگ صلیبی جدید در اراضی مقدس فراخواند. با وقوع جنگ صلیبی پنجم، سیمون بخش اعظمی از نیروهای خود را از دست داد و محبور شد از نیروهای مزدور استفاده کند.